# George DuBose
George DuBose (* 1951 in Rabat, Marokko) ist ein Fotograf, Grafikdesigner und Autor. Er gestaltete über 300 Album- und Single-Cover. Seine Werke erstrecken sich über die Ramones und Kid Creole and the Coconuts. Mit über fünfzig Projekten, die Gold- oder Platinstatus erreichten, hat er sich als  Fotograf in der Musikindustrie etabliert.

## Leben und Werk
George DuBose wurde 1951 in Rabat, Marokko, als Sohn eines US-Marinemajors und seiner 19-jährigen Braut geboren. Nachdem sein Vater an Polio erkrankte und nach Frankfurt ausgeflogen wurde, folgte George mit seiner Mutter. Sein Vater verstarb kurz darauf im Krankenhaus, und gemeinsam kehrten seine Mutter und er in die USA zurück. Den französischen Nachnamen DuBose erhielt er von seinem Stiefvater, der ihn im Alter von sieben Jahren adoptierte. George erlebte infolgedessen ein Leben mit häufigen Umzügen, da er nie länger als zwei Jahre dieselbe Schule besuchte. Diese ständigen Umzüge ermöglichten ihm einen vielseitigen Kontakt zu verschiedenen Kulturstilen in den USA.
In seiner Jugend setzte die Interesse an Popmusik ein. Die Auftritte der Beatles im Jahr 1964 vertieften seine Leidenschaft für Musik, und er begann, Gitarre zu spielen. In den folgenden Jahren gründete George eine Coverband mit anderen Jugendlichen aus der Nachbarschaft. Auch die Kunst interessierte ihn, beeinflusst durch seine Großmutter mütterlicherseits, eine professionelle Illustratorin. Er genoss seine Kunstunterrichte an der High School und am College.
Während seines College-Aufenthalts lud ihn ein Kommilitone ein, Manhattan zu besuchen. Gemeinsam erkundeten sie fotografierend die Straßen von  Manhattan. Diese Erfahrung weckte in George die Leidenschaft für die Fotografie.
Nachdem er sich im College verloren fühlte, trat George 1971 der US-Marine bei, in der Hoffnung, eine Ausbildung in Fotografie zu erhalten. Obwohl seine Ausbildung zum Fotografen bei der Marine nicht erfolgreich war, fand er eine Anstellung in einem Fotolabor und begann, Bands zu fotografieren, die in örtlichen Nachtclubs auftraten.
Nach seiner Rückkehr nach Washington, D.C. arbeitete George in einem Passstudio, wo er Dutzende Passfotos aufnahm und versuchte, das Beste aus jedem Motiv herauszuholen.
Mit der Erkenntnis, dass New York City das Zentrum der professionellen Fotografie war, schrieb er sich an der New Yorker Fotoschule "The Germain School of Photography" ein und zog 1975 nach New York. Da die Kurse für Studiobeleuchtung erst im zweiten Jahr der Fotoschule stattfanden, fand er eine Anstellung als Offset-Kameramann, wo er den Druckprozess und die Grafikvorbereitung erlernte.
Um seinen Weg zur Karriere als Porträtfotograf wiederzufinden, begann George, telefonisch und persönlich bei professionellen Fotografen nach Assistentenjobs zu suchen. Seinen ersten Job erhielt er bei den vielbeschäftigten Modefotografen Lane Pederson und Jim Erwin. Sie boten ihm eine Vollzeitstelle an, wodurch er mit ihren Kameras und Filmen sein eigenes Portfolio entwickeln konnte.
George arbeitete mit jungen Models zusammen, die Fotos für ihre Portfolios benötigten, und begann, kleine Fotos für Andy Warhols "Interview"-Magazin zu erstellen. Eine Einladung, eine Band namens B-52 bei einem ihrer ersten Konzerte zu sehen, ermöglichte es ihm, die Band zu fotografieren. Nachdem Island Records sein Foto der Band für ihr erstes LP-Cover erworben hatte, gewann seine Karriere an Fahrt. George fotografierte viele New-Wave- und Rock-Bands für deren Cover.
Tony Wright, ein englischer Art Director bei Island, kontaktierte DuBose mit der Bitte um Hilfe bei einfachen Designarbeiten. Das Angebot eröffnete für den jungen Fotografen eine parallele Karriere. Die Zusammenarbeit mit Tony Wright führte zu weiteren Aufträgen, darunter die Fotografie der Ramones für ihr Album "Subterranean Jungle". Von 1983 bis 1996 war George der offizielle Fotograf der Ramones und entwarf die Cover für neun ihrer Alben. Das letzte Shooting für die Ramones fand bei ihrer letzten Live-Show in New York City statt.
Von allen Bands und Genres, die DuBose in seiner Zeit abgedeckt hat, ist Hip-Hop diejenige, mit der er am meisten in Verbindung gebracht wird. Die Musik kam aus der Bronx, gerade als seine Karriere Gestalt annahm. Nachdem George von Prism Records engagiert wurde, um Biz Markie zu fotografieren, weitete sich seine Karriere aus. Prism wurde in den späten 1980er Jahren zu Cold Chillin’ Records, das Künstler wie Big Daddy Kane, Kool G. Rap und DJ Polo sowie Roxanne Shanté unter Vertrag nahm und den Vertrieb über Warner Bros erhielt. DuBose wurde ihr bevorzugter Fotograf und Designer und war für viele der berühmtesten Alben des Labels verantwortlich.
Nachdem George DuBose hunderte von Covern für Rock- und Hip-Hop-Künstler fotografiert und gestaltet hatte, lernte George in den USA eine deutsche Ärztin kennen und beschloss, 1998 nach Deutschland zu ziehen.
Heute veröffentlicht George eine Reihe von Büchern, die auf seinen Fotografien und den Geschichten hinter seiner Arbeit mit den Künstlern basieren und macht Ausstellungen für seine eigenen Werke. Nach 20 Jahren in Deutschland hat sich George aus der aktiven Fotografie zurückgezogen und widmet seine Zeit dem Reisen und Segeln. Er und seine Frau leben in Köln und ziehen zwei Söhne auf.

## Publikationen
- The Big Book of Hip Hop Photography, Wonderland Publishing, 1. Edition (5. Dezember 2013). ISBN 978-0-9889234-6-1
- Madonna…Raw: A Very Early Concert, Wonderland Publishing, 1. Edition (10. November 2015). ISBN 978-0-9863045-1-4
- I Speak Music – Ramones, Wonderland Publishing, 2. Edition (18. März 2013). ISBN 978-0-9889234-0-9
- My Best Shot: An Overview of the Photography Career of George DuBose, Wonderland Publishing, LLC, 1. Edition (1. November 2018). ISBN 978-0-9863045-5-2
- I Speak Music – Hip Hop – Old School. Volume One, Wonderland Publishing, Second Edition (18. März 2013). ISBN 978-0-9889234-2-3
- I Speak Music – Hip Hop – Old School. Volume Two, Wonderland Publishing, 1. Edition (6. März 2013). ISBN 978-0-9889234-3-0
- I Speak Music – Hip Hop. Volume Three, Wonderland Publishing, 1. Edition (18. März 2013). ISBN 978-0-9889234-4-7